# 始拟䗴属
始拟䗴属（学名：Eoparafusulina），也称始拟纺锤䗴属，是希瓦格䗴科下的一个属。

## 下属物种
本属包括以下物种：
- 较短始拟纺锤蜓 Eoparafusulina contracta Schellwien, 1909